# Bảo tàng Cảnh sát ở Cộng hòa Séc

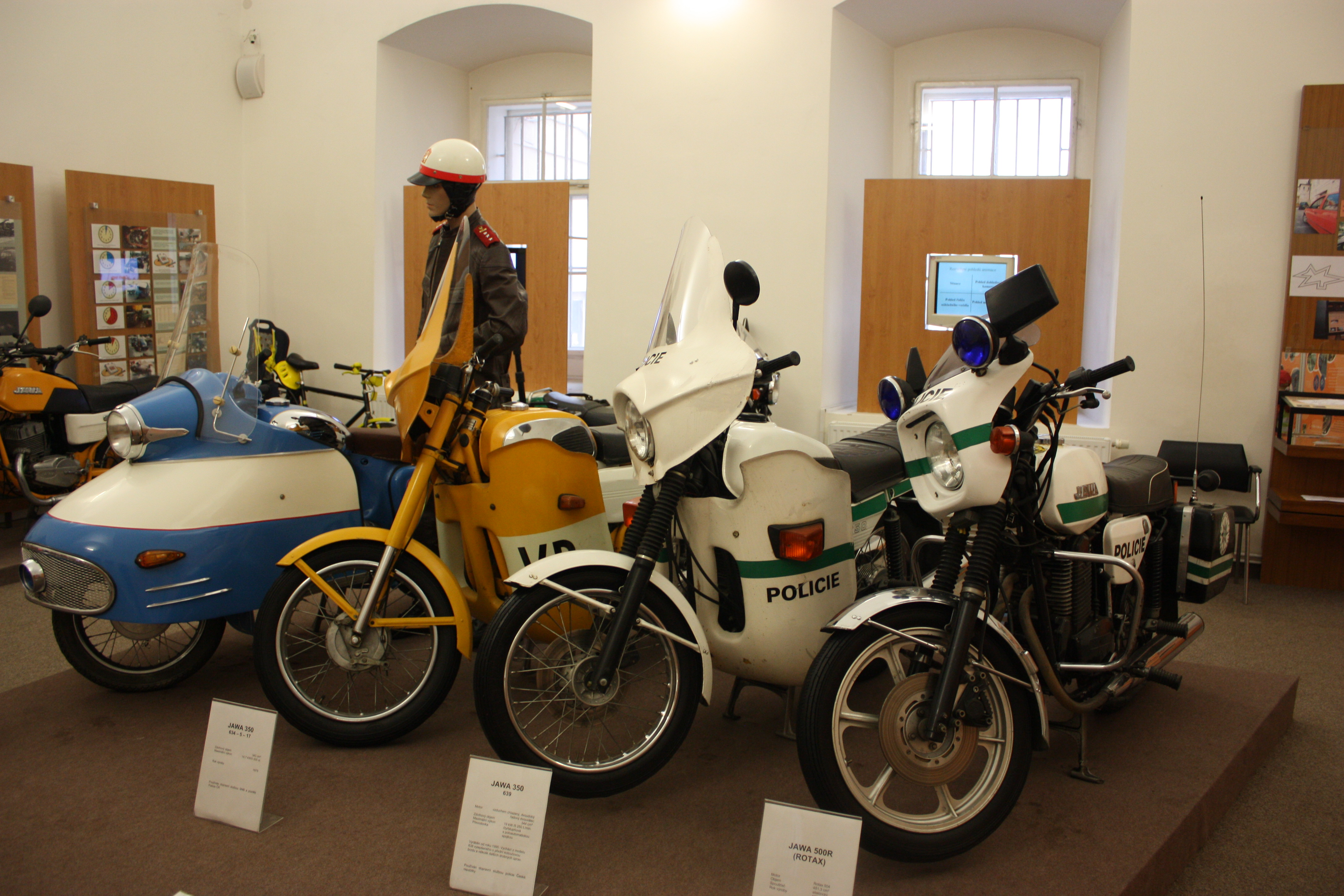
Mẫu xe mô tô của cảnh sát được trưng bày trong Bảo tàng Cảnh sát Séc.

Bảo tàng Cảnh sát ở Cộng hòa Séc, (tiếng Séc: Muzeum Policie České republiky) là bảo tàng nổi tiếng nằm ở trung tâm lịch sử của Thủ đô Praha, dành riêng để trưng bày và giới thiệu lịch sử thực thi pháp luật trên lãnh thổ của Cộng hòa Séc và Tiệp Khắc cũ. Vào năm 1350, Vua Karl IV của Thánh chế La Mã đưa ra quyết định xây dựng bảo tàng trong khuôn viên của tu viện Augustinian trước đây, thuộc khu phố Karlov ở Thành phố Mới của Thủ đô Praha. Tu viện trước đây là Nhà thờ Đức Mẹ Đồng Trinh Maria và Thánh Charles Vĩ Đại. Sau khi bị Hoàng đế Joseph II bãi bỏ, tu viện chuyển sang thuộc quyền sở hữu của nhà nước, lúc đầu được sử dụng như một nhà kho, sau đó trở thành bệnh viện điều trị các bệnh truyền nhiễm, tiếp đến là nhà khất thực và trong Chiến tranh Thế giới thứ nhất, tu viện trở thành trung tâm điều dưỡng của quân đội.

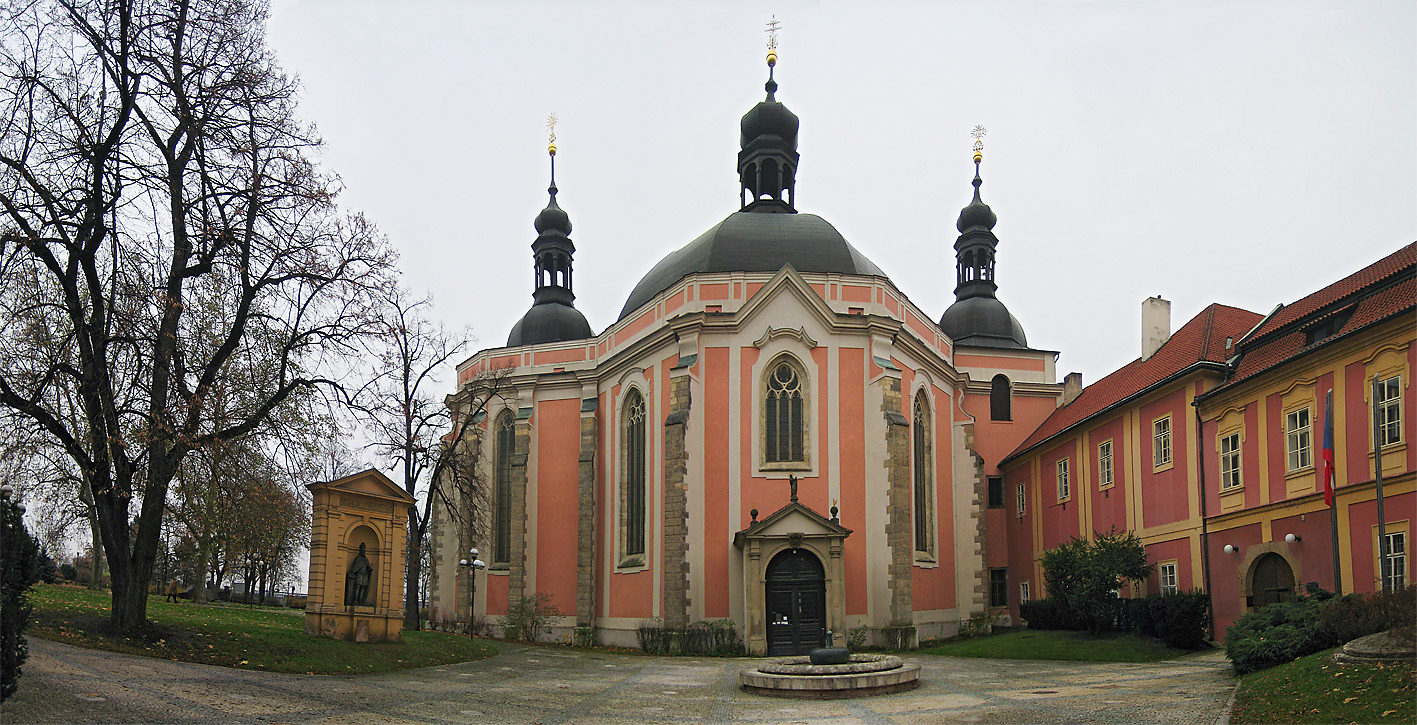
Nhà thờ Đức Mẹ Đồng trinh Mary và Thánh Charles Vĩ đại ở phố Karlov, Praha.

Vào những năm 1960, Bộ Nội vụ mua lại khu vực này và tiến hành tái thiết nó thành một kho lưu trữ của nhà nước, sau đó thành một bảo tàng. Bảo tàng hiện tại ghi lại lịch sử hình thành và hoạt động của lực lượng an ninh Cộng hòa Séc từ năm 1918 đến nay. Thêm vào đó, bảo tàng cũng cung cấp tài liệu, giới thiệu về lịch sử hình thành, quá trình phát triển và hoạt động của các lực lượng thực thi pháp luật ở Tiệp Khắc cũ từ khi thành lập cho đến nay. Ngoài các cuộc triển lãm thường trực liên quan đến khoa học pháp y, điều tra tội phạm hoặc bảo vệ biên giới, bảo tàng còn có các cuộc triển lãm tạm thời. Hiện nay, bảo tàng mở cửa cho công chúng các ngày trong tuần trừ Thứ Hai. Bảo tàng cũng góp mặt trong danh sách những địa điểm tham quan nổi tiếng nhất ở Thủ đô Praha.